# 泉南市立雄信小学校
泉南市立雄信小学校（せんなんしりつ おのしんしょうがっこう）は、大阪府泉南市男里にある公立小学校。2017年（平成29年）年度の児童数は236名である。